# Galore - The Videos
Galore - The Videos è un VHS dei Cure, uscito nell'ottobre del 1997.
È la raccolta dei videoclip pubblicati dal 1987 al 1997; è il corrispettivo video della compilation Galore - The Singles 1987-1997, con cui condivide l'intera tracklist ad eccezione di Strange Attraction, terz'ultima canzone nel cd, per cui non è stato girato alcun video.

## Tracce
1. Why Can't I Be You?
2. Catch
3. Just Like Heaven (edited remix)
4. Hot Hot Hot!!! (remix)
5. Lullaby (remix)
6. Fascination Street (remix)
7. Lovesong (remix)
8. Pictures of You (remix)
9. Never Enough
10. Close To Me (closest mix)
11. High (single mix)
12. Friday I'm in Love
13. A Letter to Elise (single mix)
14. The 13th (swing radio mix)
15. Mint Car (radio mix)
16. Gone! (radio mix)
17. Wrong Number